# Me (сингл-альбом)
Me (стилизуется маюскулом — ME) — дебютный сингл-альбом южнокорейской певицы и участницы гёрл-группы Blackpink Ким Джису, который был записан в жанрах поп и трэп на корейском и английском языках. Версия на CD, а также цифровая и потоковая/стриминг версии были выпущены на лейблах YG Entertainment (Корея) и Interscope Records (США) 31 марта 2023 года в 13:00 по корейскому времени (UTC+9:00).
Физический альбом попал на первую строчку чарта Circle Album Chart с 1,3 миллионом копий, которые были проданы менее чем за два дня. Таким образом, «Me» стал самым продаваемым альбомом среди солисток в истории чарта и первым, продажи которого превысили миллион продаж.
Джису стала последней участницей группы после Дженни (2018), Розэ (2021) и Лисы (2021), дебютировавшей в качестве сольной исполнительницы.

## Предыстория
25 января 2022 года во время онлайн-встречи группы со своими фанатами Джису подтвердила, что она дебютирует в качестве сольного артиста в этом году. 2 января 2023 года компания YG Entertainment подтвердила, что Джису дебютирует в качестве сольной певицы в 2023 году и сообщили о завершении съемок обложки альбома.
21 февраля стало известно, что съёмки музыкального клипа проходили за границей. Также было объявлено, что данный клип стал самым дорогим среди всех клипов группы.
6 марта на официальном аккаунте Джису в инстаграме появился первый тизер грядущего альбома. В тот же день была открыта предпродажа сольного альбома на все версии альбома (CD, LP, Kit). 8 марта был опубликован официальный постер к альбому и его название.
10 марта был опубликован список дебютов и камбеков за март на онлайн-сервисе Melon, в который была включена Джису. 12 марта был опубликован второй постер к альбому. 15 марта был опубликован первый тизер на официальном канале группы на Youtube. 19 марта был опубликован постер, раскрывший название заглавной песни альбома. 21 марта был опубликован второй визуальный тизер альбома. 27 марта был выпущен трек-лист альбома и список участников, принявших участие в его создании. 28 марта вышел тизер видеоклипа трека «Flower». 29 марта был выпущен тизер-постер D-1, который означал, что до релиза осталось два дня. На следующий день был опубликован постер D-DAY.

## Выпуск альбома
Сингл-альбом был выпущен в трёх физических форматах: компакт-диск (CD), Kit и долгоиграющая пластинка (LP). LP была представлена в виде чёрной и красной версии альбома. В наполнение LP вошли коробка, фотокнига (88 стр.), случайная селфи-карта, случайный полароид, лист с текстами песен и закладка. В предзаказы также был включён постер и случайная селфи-карта. В состав Kit-версии альбома вошёл набор фотокарточек, календарь, подставка, лист с текстами песен и списком авторов. В предзаказы также была включена случайная селфи-карта. Джису участвовала в создании дизайна альбома. Продажа альбома в формате CD и Kit началась 31 марта 2023, а LP — 1 августа 2023.

## Релиз и продвижение

### Живые выступления

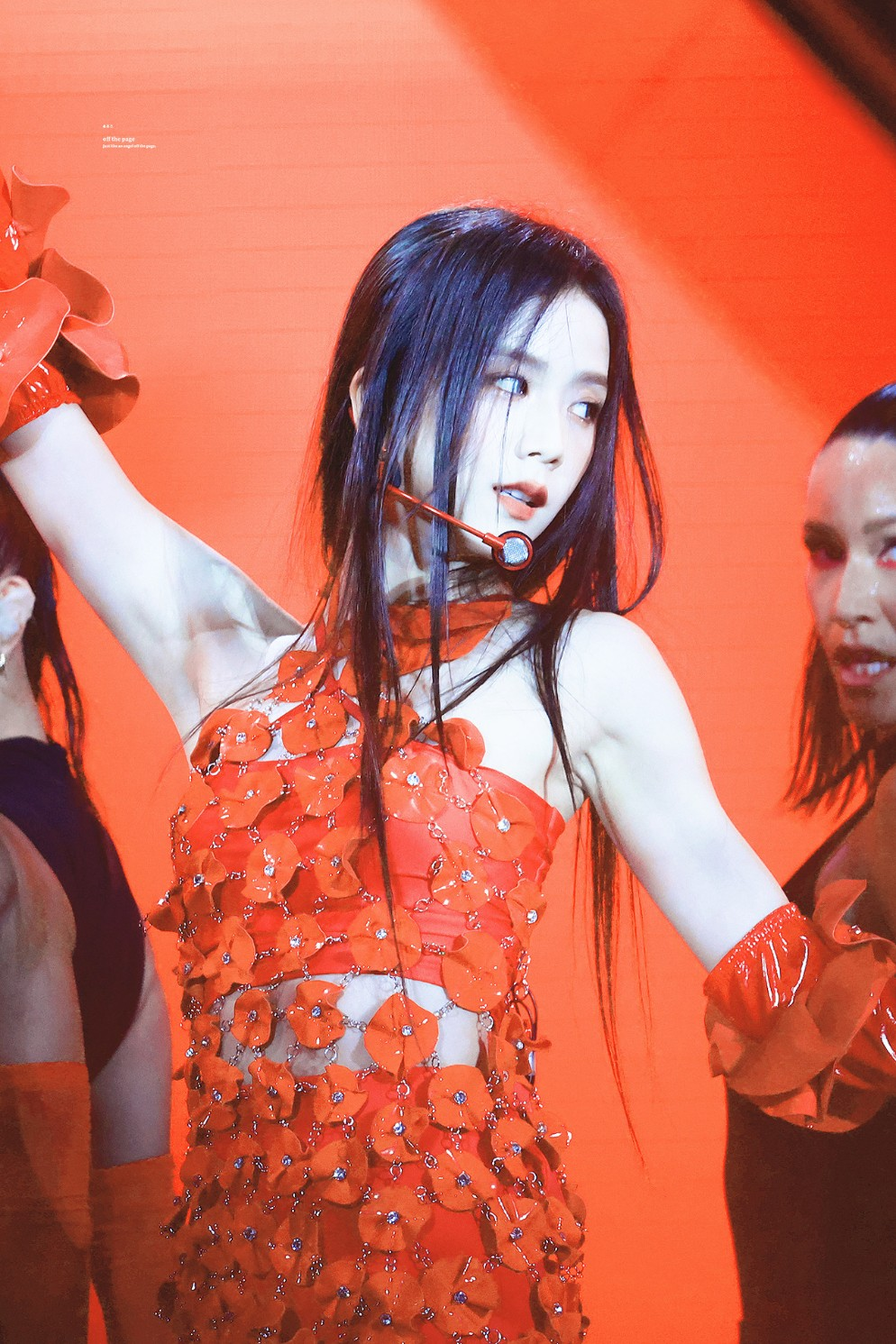
Джису выступает с песней «Flower» на Коачелле в 2023 году

8 апреля Джису впервые исполнила песню «Flower» во время концерта группы в стадионе Токио Доум в рамках мирового турне Born Pink в Токио, Япония. 9 апреля она исполнила сингл на программе Inkigayo.

## Жанр и текст
Джису с первых строчек «Flower» обозначила главную тему альбома — необходимость двигаться дальше несмотря ни на что. Она поёт о расставании, но вместо переживания горечи из-за него рассказывает о том, что будет дальше в её жизни, когда она «перестала быть такой же милой как A-B-C, do-re-mi». Однако при этом она не хочет отомстить тому, с кем проходит расставание, ибо понимает, что он ни в чём не виноват. Вместо этого она жаждет возродить себя. Несмотря на многочисленные метафоры, связанные с энтомологией и ботаникой, текст достаточно поэтичен и прост, чтобы донести основную мысль певицы. В зависимости от того, какой аналогии будет придерживаться слушатель, Джису или «сбрасывает кокон» или «расцветает заново», уходя прочь и оставляя именно за тем, с кем она рассталась, размышления о том, что же он сделал не так со словами «Я улетаю словно голубая бабочка». С музыкальной точки зрения «Flower» напоминает балладу, он прост и весьма малоэнергичен.
Трек на стороне «Б» «All Eyes on Me» напротив куда более энергичный трек — неровный EDM с традиционным дропом. В нём Джису поёт уже о новой любви, силой которой она наделена, ради которой она готова всем рискнуть и которую она заслуживает. Слова здесь менее поэтичные, нежели на заглавном сингле «Flower», но всё равно порой притягивающие.

## Отзывы критиков
| Оценки критиков     | Оценки критиков |
| Источник            | Оценка          |
| ------------------- | --------------- |
| NME                 | [ 20 ]          |
| The Harvard Crimson | [ 21 ]          |

Риан Дейли в рецензии для журнала New Musical Express поставила альбому 4 звезды из 5. Рецензент заявляла, что «All Eyes on Me» не хватает музыкальной искры и попытки привнести что-то по настоящему новое в музыку, поскольку он впитал в себя существующие элементы танцевальной музыки, не предложив чего-то нового. И хотя там сочетаются элементы ушного червя, по мнению Риан Дейли, этого определённо недостаточно. Она писала, что «All Eyes on Me» кажется настолько блеклым из-за того, что идущий прямо перед ним заглавный сингл «Flower» притягивает и является одним из самых лучших синглов K-pop жанра этого года на момент выхода. Его музыкальная составляющая, по мнению рецензентки, куда как более непредсказуема, поскольку в ней смешалась современная музыка с традиционными восточными элементами. По словам Риан, продолжение выпуска именно подобных треков и должно помочь «расцвести» таланту и артистизму Джису.
Саманта Х. Чан в рецензии для The Harvard Crimson назвала «Flower» «классическим и непринужденным дебютом», который хорошо подходит «сдержанной харизме» Джису, а трек «All Eyes on Me» стал мощным дополнением к альбому, который показал другую сторону Джису, подчеркнув её характерный тембр и стиль".

## Список композиций
Цифровая версия:
| №  | Название         | Текст песни              | Музыка                  | Продюсер(ы)        | Длительность |
| -- | ---------------- | ------------------------ | ----------------------- | ------------------ | ------------ |
| 1. | «꽃 (Flower)»    | Тедди Пак VVN Vince Kush |                         | 24 R. Tee VVN Kush | 2:53         |
| 2. | «All Eyes on Me» | Тедди Пак Vince          | Тедди Пак R. Tee 24 VVN | 24 R. Tee          | 2:43         |

CD-версия:
| №                   | Название                        | Текст песни              | Музыка                  | Продюсер(ы)         | Длительность |
| ------------------- | ------------------------------- | ------------------------ | ----------------------- | ------------------- | ------------ |
| 1.                  | «꽃 (Flower)»                   | Тедди Пак VVN Vince Kush |                         | 24 R. Tee VVN Kush  | 2:53         |
| 2.                  | «All Eyes on Me»                | Тедди Пак Vince          | Тедди Пак R. Tee 24 VVN | 24 R. Tee           | 2:43         |
| 3.                  | «꽃 (Flower)» (Instrumental)    | Тедди Пак VVN Vince Kush |                         | 24 R. Tee VVN Kush  | 2:53         |
| 4.                  | «All Eyes on Me» (Instrumental) | Тедди Пак Vince          | Тедди Пак R. Tee 24 VVN | 24 R. Tee           | 2:43         |
| Общая длительность: | Общая длительность:             | Общая длительность:      | Общая длительность:     | Общая длительность: | 11:13        |

## Коммерческий успех

### Предзаказ
К 9 марта 2023 было продано 276 тысяч копий альбома на KTown4U. По состоянию на 19 марта, на KTown4U всего было продано 501,892 копий. Всего за две недели продажи альбома было сделано 950,000 предзаказов, тем самым став самым предзаказанным альбом среди солисток К-поп.
По состоянию на 30 марта количество предварительных заказов альбома превысило 1,31 миллиона.

## Рекорды и награды
По состоянию на 10 марта 2023, за первые 24 часа предпродажи альбом преодолел отметку в 159 864 предзаказов на KTown4U, тем самым установив несколько рекордов.
Джису стала:
- первой среди солистов и солисток в жанре К-поп, чей альбом превысил 100 тысяч (8.5 часов) и 150 тысяч предзаказов на KTown4U за первые 24 часа[28][30];
- первой среди солистов и солисток в жанре К-поп, чей альбом превысил 500 тысяч (13 дней) предзаказов[31].

Альбом Me стал:
- первым дебютным альбом сольного исполнителя, третьим альбом в жанре К-поп и вторым альбом женского исполнителя, который превысил отметку в 100 000 предзаказов на KTown4U за первые 24 часа[29][30];
- первым дебютным альбом сольного исполнителя, который быстрее всех превысил отметку в 200 000 предзаказов на KTown4U (1 день и 19 часов)[31];
- первым дебютным альбом сольного исполнителя, который быстрее всех превысил отметку в 500 000 предзаказов на KTown4U (13 дней и 6 часов)[31];
- альбомом, набравшим наибольшее количество заказов (868 947) в первый день выхода на Hanteo[32].

Ведущий сингл «Flower» стал:
- музыкальное видео, который быстрее всех набрал 7 миллионов просмотров на платформе YouTube в 2023 году (1 час 39 минут)[32];
- Его тизер стал самым просматриваемым тизером за первые 24 часа в истории, также расположившись на первом месте в мировых ютуб-трендах, обогнав клип на «Kitsch» от Ive[33].

| Награды на музыкальных шоу (с песней «Flower») | Награды на музыкальных шоу (с песней «Flower») | Награды на музыкальных шоу (с песней «Flower») | Награды на музыкальных шоу (с песней «Flower») | Награды на музыкальных шоу (с песней «Flower») |
| Программа                                      | Телеканал                                      | Дата получения                                 | Ссылка                                         |                                                |
| ---------------------------------------------- | ---------------------------------------------- | ---------------------------------------------- | ---------------------------------------------- | ---------------------------------------------- |
| Show Champion                                  | MBC M                                          | 5 апреля 2023                                  | [ 34 ]                                         |                                                |
| Show Champion                                  | MBC M                                          | 12 апреля 2023                                 | [ 35 ]                                         |                                                |
| M Countdown                                    | Mnet                                           | 13 апреля 2023                                 | [ 36 ]                                         |                                                |
| Music Bank                                     | KBS                                            | 14 апреля 2023                                 | [ 37 ]                                         |                                                |
| Show! Music Core                               | MBC                                            | 15 апреля 2023                                 | [ 38 ]                                         |                                                |
| Inkigayo                                       | SBS                                            | 16 апреля 2023                                 | [ 39 ]                                         |                                                |
| Show Champion                                  | MBC M                                          | 26 апреля 2023                                 | [ 40 ]                                         |                                                |
| Inkigayo                                       | SBS                                            | 30 апреля 2023                                 | [ 41 ]                                         |                                                |
| Inkigayo                                       | SBS                                            | 2 июля 2023                                    | [ 40 ]                                         |                                                |

### Прочие награды
| Год  | Награда                 | Номинация                       | Результат | Ссылка |
| ---- | ----------------------- | ------------------------------- | --------- | ------ |
| 2023 | The Fact Music Awards   | Лучшая музыка – Весна           | Номинация | [ 42 ] |
| 2023 | Mnet Asian Music Awards | Лучшее музыкальное видео        | Ожидается | [ 43 ] |
| 2023 | Mnet Asian Music Awards | Лучшее танцевальное выступление | Ожидается | [ 43 ] |
| 2023 | Mnet Asian Music Awards | Песня года                      | Ожидается | [ 43 ] |

## Творческая группа

### Место записи
- The Black Label — подразделение YG Entertainment

### Участники записи
| «Flower» - Джису — ведущая вокалистка, креативный директор - Тедди Пак — автор текста - Vince — автор текста - 24 — композитор, арранжировщик, музыкальный продюсер - VVN — автор текста, композитор - Kush — автор текста, композитор - Зак Шидло — иммерсивный звукорежиссёр | «All Eyes on Me» - Джису — ведущая вокалистка, креативный директор - Тедди Пак — автор текста, композитор - Vince — автор текста - 24 — композитор, арранжировщик, музыкальный продюсер - VVN — композитор - R. Tee — композитор, арранжировщик, музыкальный продюсер - Зак Шидло — иммерсивный звукорежиссёр |

## История релиза
| Место         | Тип                                      | Дата           | Источник                             | Прим.  |
| ------------- | ---------------------------------------- | -------------- | ------------------------------------ | ------ |
| Мировой релиз | Цифровая и потоковая/стриминговая версии | 31 марта 2023  | YG Entertainment, Interscope Records | [ 17 ] |
| Мировой релиз | LP, CD                                   | 31 марта 2023  | YG Entertainment, Interscope Records | [ 17 ] |
| Южная Корея   | LP                                       | 1 августа 2023 | YG Entertainment                     | [ 44 ] |

## Сертификация
| Регион           | Сертификация | Проданных копий |
| ---------------- | ------------ | --------------- |
| Республика Корея | -            | 1,152,122       |

## Комментарии
1. ↑  Переводится как "Цветок".
2. ↑  Переводится как "Все смотрят на меня".